# Luperina marginata
Luperina marginata är en fjärilsart som beskrevs av Barend J. Lempke 1965. Luperina marginata ingår i släktet Luperina och familjen nattflyn. Inga underarter finns listade i Catalogue of Life.